# Partho Sen-Gupta
Partho Sen-Gupta (Bombay, 2 settembre 1965) è un regista, sceneggiatore, direttore artistico  e scenografo indiano con cittadinanza francese, residente a Sydney.

## Carriera
Sen-Gupta ha iniziato la sua carriera all'età di 17 anni lavorando come apprendista nel reparto scenografia degli studi di Bollywood. Negli anni 80, si unì al cast tecnico di importanti produzioni cinematografiche e televisive quali Saagar e Mr. India. Nel 1988, il regista Sudhir Mishra lo assunse come direttore artistico. In seguito, aprì uno studio di scenografia e arti decorative nel quale sperimentò anche tecniche d'avanguardia audiovisive. Nel 1989 ottenne il suo primo riconoscimento come direttore artistico.
Negli anni 90, Sen-Gupta si trasferì a Parigi, dove fu ammesso alla Fémis, la scuola nazionale francese di cinema. In questo periodo, diresse il suo primo cortometraggio, La Derniere, grazie al quale conquistò una borsa di studio per un corso triennale di regia. Con il cortometraggio Trajet discontinu del 1998, ottenne il suo primo riconoscimento europeo come miglior regista esordiente all'Angers European Film Festival.
Il suo primo lungometraggio, Hava Aney Dey, fu presentato fra i film in competizione alla Berlinale del 2004 e si aggiudicò il premio come miglior film ai festival cinematografici di Durban e Hong Kong. Il maggiore successo cinematografico del regista è il pluri-premiato film drammatico Sunrise, prodotto in India e in Francia. Il film narra la storia di un ispettore di Mumbai alla ricerca di sua figlia Aruna, rapita anni addietro all'età di sei anni. Il tema della scomparsa è ripreso anche nel suo film successivo, Slam, con Adam Bakri nel ruolo protagonista.

## Filmografia

### Cinema
- Hava Aney Dey (2004)
- Sunrise (2014)
- Slam (2018)

### Cortometraggi
- Le cochon (1996)
- Trajet discontinu (1998)

## Premi e candidature
- Durban International Film Festival
  - 2004: Miglior film per Hava Aney Dey
  - 2015: Miglior film per Sunrise
- 1998: Angers European First Film Festival – Miglior esordio alla regia per Trajet discontinu
- 2004: Commonwealth Film Festival – Premio del pubblico al miglior film per Hava Aney Dey
- 2004: Nantes Three Continents Festival – Candidatura al miglior film per Hava Aney Dey
- 2004: Tokyo FILMeX – Candidatura al miglior film per Hava Aney Dey
- 2004: Hong Kong International Film Festival – Menzione speciale per Hava Aney Dey
- 2014: Busan International Film Festival – Candidatura al miglior film per Sunrise
- 2015: Imagine Film Festival – Miglior film per Sunrise
- 2015: Munich Film Festival – Menzione speciale per Sunrise
- 2018: Tallinn Black Nights Film Festival – Candidatura alla migliore regia, migliore sceneggiatura e miglior film per Slam